# Werner Baake
Werner Baake (* 1. November 1918 in Nordhausen am Harz; † 15. Juli 1964 bei Ansbach) war ein deutscher Pilot. Nach seiner Zeit im Zweiten Weltkrieg als Nachtjägerpilot bei der Luftwaffe flog er zivil für die Lufthansa. Beim Absturz seiner Maschine fand er mit seiner Crew den Tod.

## Leben
Er wurde als Sohn des Studiendirektors Wilhelm Baake geboren.
1942 wechselte Baake zum Nachtjagdgeschwader 1 in Gilze en Rijen. Am 27. Juli 1944 erhielt er für seinen 33. Abschuss das Ritterkreuz verliehen. 1944 war Baake Oberleutnant.
Nach dem Krieg war Baake Pilot der Lufthansa. Bei dem Absturz einer Boeing 720 der Lufthansa 1964 nahe der mittelfränkischen Stadt Ansbach fand er den Tod. Auf einem Trainingsflug mit der Boeing 720 „Bremen“ (Luftfahrzeugkennzeichen D-ABOP) versuchte die Besatzung, nach einer ersten gelungenen Fassrolle, eine weitere zu fliegen. Bei dem unerlaubten Kunstflugmanöver brach die Maschine wegen struktureller Überlastung auseinander und alle drei Insassen kamen ums Leben.

## Auszeichnungen
- Ehrenpokal der Luftwaffe (6. September 1943)
- Frontflugspange
- Eisernes Kreuz (1939)
  - 2. Klasse
  - 1. Klasse
- Deutsches Kreuz in Gold am 16. Januar 1944
- Ritterkreuz des Eisernen Kreuzes am 27. Juli 1944